# Mourelos (Saviñao)
Mourelos (llamada oficialmente San Xulián de Mourelos) es una parroquia y una aldea española del municipio de Saviñao, en la provincia de Lugo, Galicia.

## Límites
Limita con las parroquias de Diomondi, Louredo y Freán al norte, Rosende y Acova al este, Nogueira, perteneciente a (Chantada) al sur, y A Sariña y Riba, ambas de (Chantada), al oeste.

## Organización territorial
La parroquia está formada por catorce entidades de población:

### Entidades de población
Entidades de población que forman parte de la parroquia:
- A Campaza
- A Carreira
- A Reguenga
- Arxemil
- A Senra
- A Vendanova
- Barrio
- Cerdeiro (O Cerdeiro)
- Eirexe
- O Mato
- Torno
- Vilar

### Despoblado
Despoblado que forma parte de la parroquia:
- O Castro

## Demografía

### Parroquia
| Gráfica de evolución demográfica de Mourelos (parroquia) entre 2000 y 2021 |
|                                                                            |
| Datos según el nomenclátor publicado por el INE.                           |

### Aldea
| Gráfica de evolución demográfica de Mourelos (aldea) entre 2000 y 2021 |
|                                                                        |
| Datos según el nomenclátor publicado por el INE.                       |